# Diana Beck

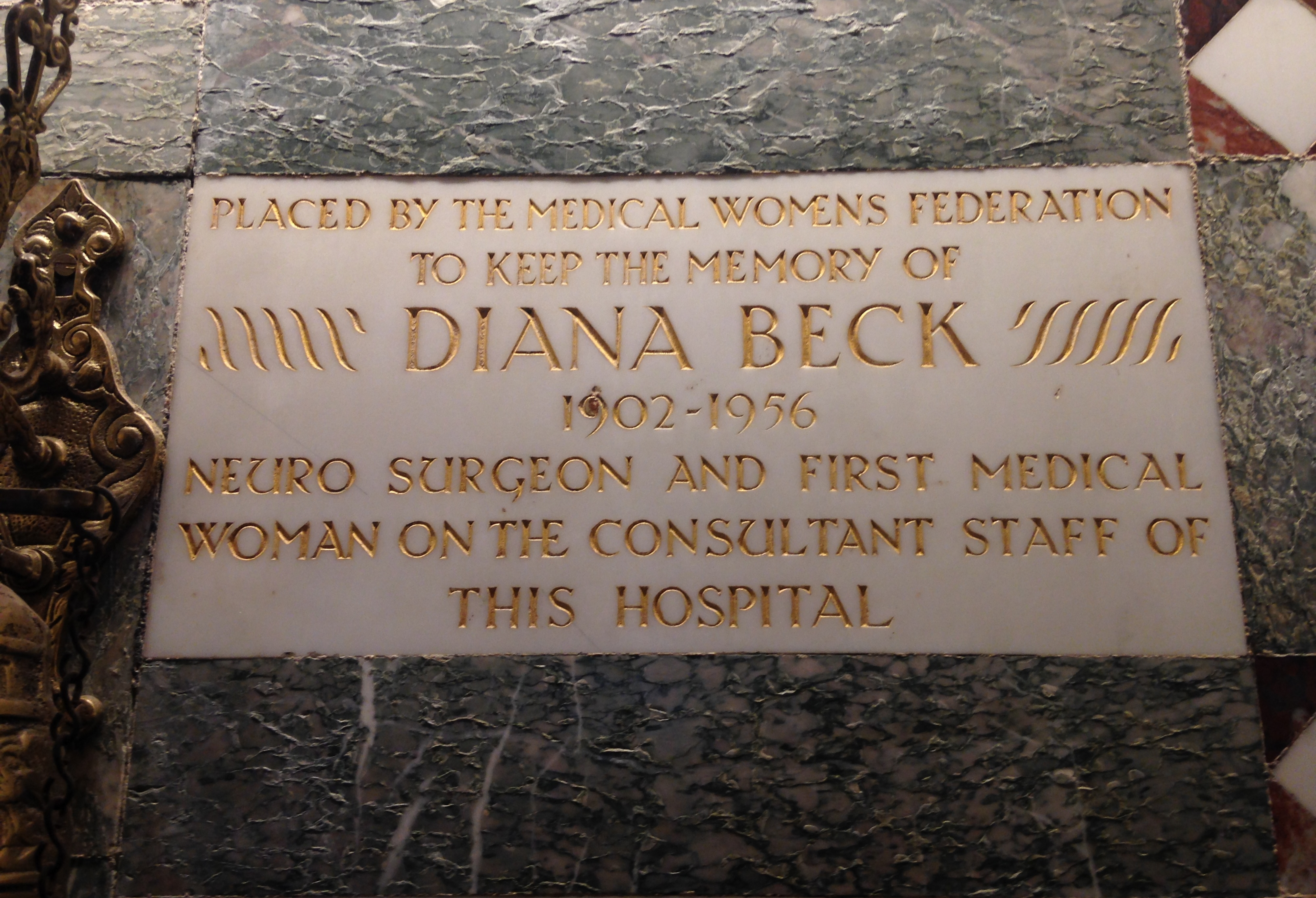

Diana Jean Kinloch Beck (Chester, 29 de junho de 1900 – Londres, 3 de março de 1956) foi uma médica e neurocirurgiã britânica. Uma das primeiras mulheres a ser neurocirurgiã no mundo.
Exerceu a profissão no Hospital de Middlesex, em Londres, onde ganhou fama após operar com sucesso o escritor A. A. Milne.

## Biografia
Diana nasceu no subúrbio de Chester, em 1900. Era filha de James Beck, um alfaiate, e Margaret Helena Kinloch. Depois de se formar no ensino médio, ingressou no curso de medicina na London School of Medicine for Women, onde ganhou prêmios e uma bolsa de estudos.
Depois de se formar, em 1925, começou a trabalhar no Royal Free Hospital como cirurgiã interna e depois como residente, na década de 1930. Escolheu se especializar em neurocirurgia e foi orientada por Sir Hugh William Bell Cairns, na enfermaria Radcliffe, em Oxford, onde também atuou como cirurgiã geral, tratando de soldados feridos durante a guerra.
Em 1939, foi premiada com uma bolsa de estudos para mulher na Royal Society of Medicine, onde estudou com Dorothy Stuart Russell. Usando cobaias, elas investigaram as causas de hipertensão intracraniana idiopática, testando tratamentos e materiais para uma cranioplastia.
Diana foi indicada como sênior em neurocirurgia no Royal Free em 1943, mas a guerra acabou forçando-a mudar de hospital e de cidade. Diana foi para Bristol para trabalhar no Hospital Chase Farm. Em 1947, tornou-se a primeira mulher cirurgiã sênior em um hospital-escola de Londres que, na época, não aceitava mulheres como estudantes.
No Hospital de Middlesex, Diana foi a primeira mulher e primeira neurocirurgiã da equipe médica, bem como a primeira neurocirurgiã da Europa Ocidental na época. Neste hospital, publicou importantes artigos sobre como conter hemorragias cerebrais.
Em 1952, ficou famosa depois de operar o escritor A. A. Milne, criador do Winnie-the-Pooh, dois meses depois de ele sofrer um AVC. A imprensa celebrou o feito como um marco da medicina, mas segundo outros biógrafos, a cirurgia deixou o escritor parcialmente paralisado e com uma mudança severa de personalidade. Milne veio a falecer três anos depois.

## Morte
Diana sofria de miastenia grave e passou por uma timectomia em 1956, para tratar uma crise de miastenia. Ela morreu logo após o procedimento devido à uma embolia pulmonar, em 3 de março de 1956, aos 55 anos.